# Kirata (Dara)
Kirata (arab. قيراطة)  – wieś w Syrii, w muhafazie Dara. W 2004 roku liczyła 682 mieszkańców.